# Fanny Witt
Fanny Witt, geborene Fanny Heuser (28. März 1838 in Leer, Königreich Hannover – 20. August 1900 in Wien, Österreich-Ungarn), war eine deutsche Theaterschauspielerin.

## Leben
Witt, die Tochter des Schauspielers Ludwig Heuser, wagte ihren ersten theatralischen Auftritt im März 1854 in Zürich. Danach wirkte sie unter anderem in Pest, Ofen, Riga und Mitau. In den 1870er Jahren spielte sie zusammen mit ihrem Mann Julius Witt an deutschsprachigen Theatern in den USA, z. B. am Germania Theatre in New York. Wieder in Europa, bewährte sie sich hauptsächlich als Tragödin an vielen Bühnen in angesehener Stellung. Am 14. April 1890 betrat sie am Stadttheater Düsseldorf als Lona in Henrik Ibsens Stützen der Gesellschaft zum letzten Mal die Bühne. Sie starb am 20. August 1900 in Wien.
Ihre Kinder waren Carl, Hermine und Lotte Witt sowie Käthe Franck-Witt. Julius Straßmann, Hermines Ehemann, war ihr Schwiegersohn. Alle Vorgenannten waren ebenfalls Theaterschauspieler.